# Нолан, Деанна
Деанна Николь Нолан (англ. Deanna Nicole Nolan; род. 25 августа 1979 года, Флинт, Мичиган, США) — американская профессиональная баскетболистка с российским паспортом, в основном выступавшая в женской национальной баскетбольной ассоциации за команду «Детройт Шок», которой была выбрана на драфте ВНБА 2001 года в первом раунде под общим шестым номером, и российский клуб УГМК. Играла на позициях атакующего и разыгрывающего защитников.

## Биография
При рождении получила имя Деана Николь Нолан, но в 2000 году официально изменила его на Деанна, добавив ещё одну «н». Начала играть в баскетбол с раннего детства. Окончила Университет Джорджии в декабре 2001 года. Деанна является трёхкратной чемпионкой женской НБА. Неоднократно принимала участие в матчах всех звёзд. С 2008 года по настоящее время является основным игроком уральского клуба УГМК. Деанна стала первой американской баскетболисткой, получившей российский паспорт.

## Достижения
- MVP финала чемпионата женской НБА: 2006
- Вице-чемпионка женской НБА: 2007
- Чемпионка женской НБА: 2003, 2006, 2008
- Победитель Евролиги: 2013, 2016
- Обладатель Суперкубка Европы: 2013
- Серебряный призёр Мировой Лиги ФИБА: 2004
- Серебряный призёр Евролиги: 2015
- Бронзовый призёр Мировой Лиги ФИБА: 2007
- Чемпионка России: 2009, 2010, 2011, 2012, 2013, 2014, 2015, 2016, 2017
- Бронзовый призёр чемпионата России: 2008
- Бронзовый призёр Евролиги: 2008, 2009, 2010, 2011, 2014, 2017
- Обладатель Кубка России: 2009, 2010, 2011, 2012, 2013, 2014, 2017
- Чемпионка Чехии: 2007
- Чемпионка Польши: 2005
- Участница матча всех звезд Евролиги: 2007
- Участница матча всех звезд женской НБА: 2003, 2005, 2006, 2007